# Битва при Каллодені (1746)
Битва при Каллодені (англ. Battle of Culloden [kəˈlɒdən]; шотл. гел. Blàr Chùil Lodair) — битва, що відбулася в ході Другого якобітського повстання 16 квітня 1746 року в околицях селища Каллоден у північній Шотландії неподалік від м. Інвернес між шотландським військом претендента на британський престол Карла Едварда Стюарта й урядовими британськими військами відкликаного з материка Вільяма Августа, герцога Камберлендського. Шотландці були розбиті, але сам Карл і залишки його армії змогли врятуватися.

## Хід битви

План «Битви при Каллодені»

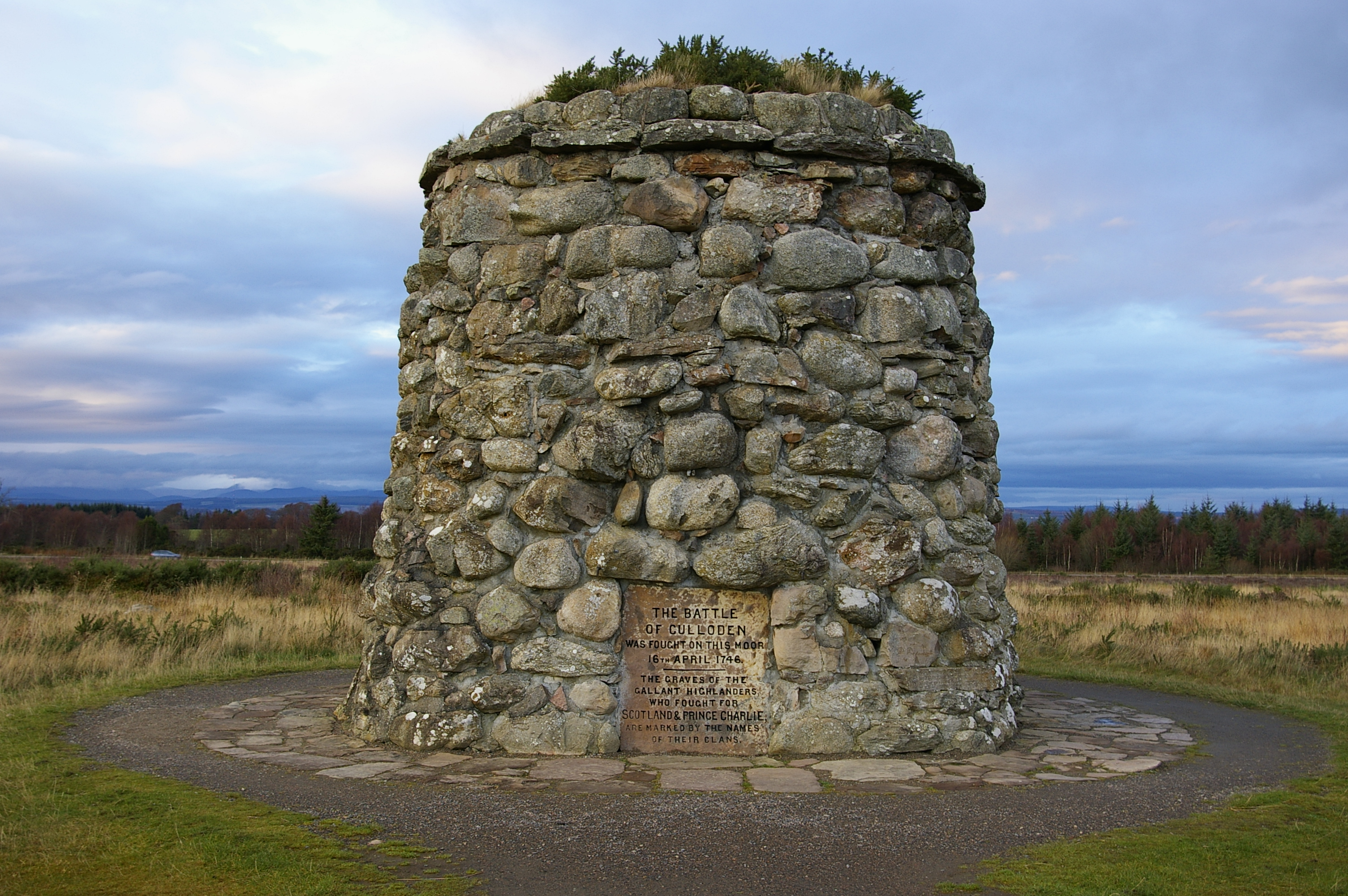
Меморіал «Битви при Каллодені»

Битва відбулась на болотистій, зарослій вересом місцині. Ішов холодний дощ.
Сили сторін були нерівними: шотландці мали близько 5000 війська, урядові війська — 9000.
Шотландці ввійшли до битви змучені невдалим нічним маршем і вишикувалися в 2 лінії — у першій лінії стояли найбоєздатніші кланові полки горян, у другій — батальйони ловлендерів, ірландський і французький контингенти. В обличчя шотландцям дув сильний вітер.
Урядова армія розмістилася на полі в 3 лінії з драгунами позаду та на флангах.
Приблизно о 13:00, після нетривалого артилерійського обстрілу з обох сторін, шотландці перейшли в атаку на ліве крило першої лінії урядових військ на стику двох британських батальйонів. У короткій та рішучій рукопашній сутичці значним силам горян вдалося вклинитися в першу лінію. Але відсутність чіткого командування та ініціятиви призвели до того, що подальшого розвитку цей прорив не отримав. Резерви, вчасно підтягнуті з другої лінії урядової армії, зуміли зупинити прорив, і через 20 хвилин, після нетривалої, але вкрай згубної для шотландців перестрілки праве крило, а потім і вся шотландська армія почали відступ.
Британська кавалерія, переслідуючи втікачів, взяла багато полонених, а поранені шотландці були добиті прямо на полі битви. Утрати шотландців склали близько 1500 чоловік убитими та пораненими, урядові війська втратили 50 чоловік вбитими та 250 пораненими.
Бійня при Каллодені поклала кінець п'ятдесятирічному конфлікту на релігійно-ідеологічному ґрунті в Британії і стала останньою польовою битвою на території острова Велика Британія.

## Панорама

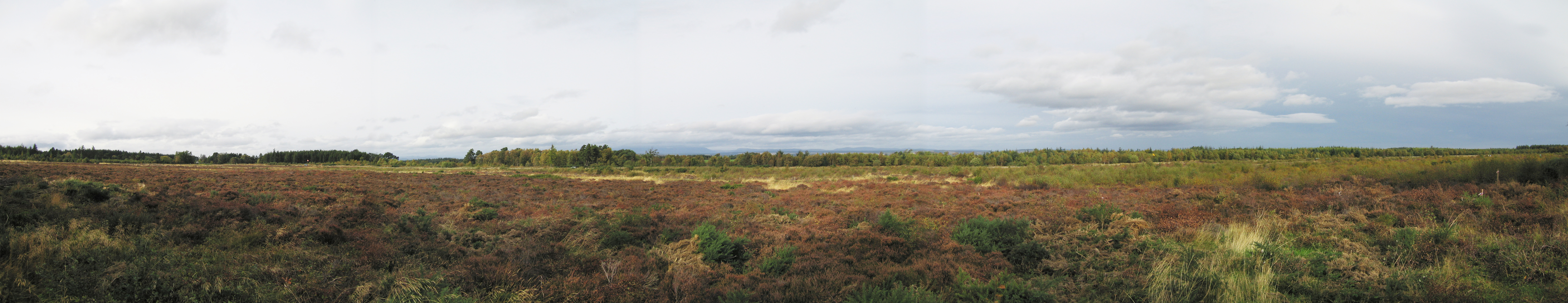
Панорама поля бою (2007). Прапор на лівому боці вказує на лінії якобітських військ, прапор на правій стороні показує розташування урядових військ.